# Đại học Thánh Phaolô, Ma Cao

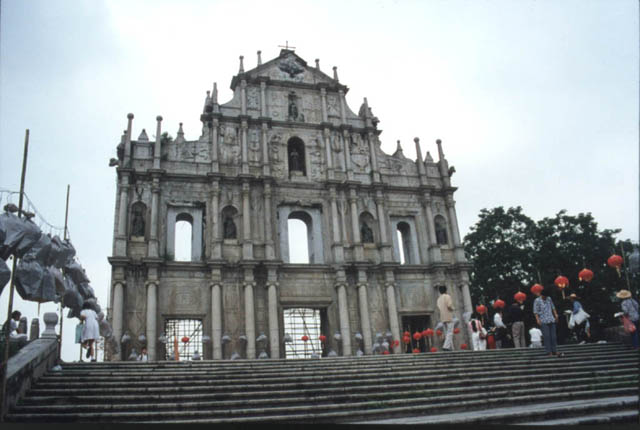
Di tích Nhà thờ Thánh Phaolô, Ma Cao, thuộc đại học Thánh Phaolô

Đại học Thánh Phaolô (tiếng Bồ: Colégio de São Paulo), còn có tên là Đại học Mẹ Thiên Chúa (Colégio de Madre de Deus) là viện đại học ở Ma Cao do các tu sĩ Dòng Tên thành lập năm 1594 chiếu theo lệ Padroado. Đây là viện đại học Tây phương đầu tiên ở Viễn Đông, hoạt động từ năm 1594 đến 1762.

## Lịch sử
Nguyên thủy đây là trường Mẹ Thiên Chúa (Madre de Deus) dùng làm nơi đào tạo các giáo sĩ Công giáo Rôma khi sang Viễn Đông nhận sứ vụ. Năm 1594, ngôi trường này được Alessandro Valignano tài trợ để khuếch trương, lấy Viện Đại học Coimbra làm kiểu mẫu, mở nhiều phân khoa như thần học, địa lý, triết học, toán học, thiên văn học, tiếng Latinh, tiếng Bồ Đào Nha và tiếng Hán. Ngoài ra các môn mỹ thuật và nhạc lý cũng được giảng dạy. Đại học Thánh Phaolô là cơ sở quan trọng trong ngành ngữ học các ngôn ngữ Á Đông. Tên tuổi các giáo sĩ Alexandre de Rhodes, Matteo Ricci, Johann Adam Schall von Bell và Ferdinand Verbiest đều gắn bó với học viện này, vốn là nơi nghỉ chân của nhà truyền giáo trên đường sang Nhật Bản và Trung Hoa.
Hải cảng Ma Cao lúc bấy giờ là chặng quan trọng cho các chuyến thương thuyền sang Nagasaki, Nhật Bản. Năm 1645, nhân vụ loạn Shimabara, Mạc phủ Nhật Bản xuống lệnh trục xuất người Bồ Đào Nha và cấm đạo Công giáo. Trường Ma Cao là nơi giáo sĩ và giáo dân Nhật Bản trốn đến lánh nạn. Năm 1762 khi Bồ Đào Nha có lệnh tống xuất Dòng Tên thì các giáo sĩ lại phải bỏ trường. Năm 1835 trường sở lại bị cháy trong cơn hỏa hoạn lớn, nay chỉ còn phế tích. UNESCO năm 2005 công nhận khu Di tích Nhà thờ Thánh Phaolô của trường Đại học Thánh Phaolô trong Khu lịch sử Ma Cao là Di sản Thế giới.

## Vai trò đào tạo ngữ học
Đối với người Việt thì Đại học Thánh Phaolô là địa điểm quan trọng trong cuộc giao thoa giữa tiếng Việt và tiếng Bồ Đào Nha, tạo nền móng đầu tiên cho ngành ngữ học tiếng Việt và bước đầu của chữ Quốc ngữ.